# Salvatore Scala
Salvatore Scala, detto Fat Sal o anche Zio Sal (Fort Lee, 1944 – Butner, 30 dicembre 2008), è stato un mafioso statunitense appartenente alla famiglia Gambino, nella quale raggiunse il grado di caporegime.

## Biografia
Scala nacque a Fort Lee, nel New Jersey, da immigrati di prima generazione originari di Scala, in Italia. Era sposato con Grace Ann Lino, sorella del mafioso dei Gambino Edward Lino e cugina di primo grado, da parte di padre, di Frank Lino della famiglia criminale Bonanno. Inoltre, Scala era nipote degli affiliati alla famiglia Genovese Carmine e Francis Consalvo e cugino, da parte materna, di Louis Consalvo della famiglia DeCavalcante.

## Carriera criminale
Nel 1983 fu arrestato per traffico di eroina, ma il caso fu archiviato. Amico stretto di John Gotti, Scala fu sospettato di aver preso parte agli omicidi del boss Paul Castellano e del suo vice Thomas Bilotti, avvenuti nel 1985 e che permisero a Gotti di salire al potere. Tuttavia, non fu mai formalmente accusato per questi delitti. Nel 1999 fu promosso al grado di caporegime, assumendo il comando di una squadra composta da dieci affiliati e associati.
Il 18 maggio 2001, Scala fu condannato per estorsione ai danni del proprietario di Cherry’s Video, un negozio di intrattenimento per adulti a Long Island. Tra le prove figurava un video girato da un agente sotto copertura che mostrava un soldato dei Gambino in visita al negozio. Il giudice lo condannò a 63 mesi di carcere federale. Nel marzo 2007, fu nuovamente condannato per evasione fiscale e per aver estorto 2,5 milioni di dollari al V.I.P. Club di Manhattan, un locale per adulti, ricevendo una pena di 72 mesi di reclusione.

## Morte
Scala morì il 30 dicembre 2008 nel carcere federale di Butner, nella Carolina del Nord, a causa di un cancro al fegato. Aveva chiesto la scarcerazione anticipata per motivi umanitari, ma la richiesta fu respinta.